# 康定號巡防艦
康定號巡防艦（舷號PFG-1202），原形為法國海軍拉法葉級巡防艦，為中華民國海軍的康定級一號艦，隸屬海軍一二四艦隊，母港為左營軍港，於1992年2月1日在法國海軍造船局洛里昂造船廠安放龍骨，1994年3月22日由中華民國駐法國代表邱榮男代表中華民國政府主持下水典禮。1996年完成交艦儀式，自法國啟航後經大西洋、巴拿馬運河和太平洋於5月18日抵達台灣，並於5月24日正式服役。主要執行台灣海峽周遭防空、反潛、護航、反封鎖及聯合水面截擊作戰。

## 服役歷史

### 2013年南海護漁
2013年5月，菲律賓海岸防衛隊掃射台湾漁船「廣大興28號」，造成廣大興28號船長洪石成身亡，導致中菲關係緊張，行政院海岸巡防署海岸巡防總局南部地區巡防局與中華民國海軍艦隊指揮部於5月12日出動臺南艦、福星艦、巡護一號、康定級康定號巡防艦與濟陽級海陽號巡防艦共同組成聯合艦隊前往臺菲周邊海域加強海上巡邏。
5月16日，國軍與海巡署在台灣南方海域聯合海上操演，海巡署偉星艦、臺南艦在李東昉少將率領的海軍艦隊康定級承德號巡防艦的側護下跨越北緯20度中華民國暫定執法線，前往巴丹島西方海域，承德艦與已在巴丹島東側海域的康定艦共同策應海巡護漁任務，5月16日4時許在巴丹島東側海域有康定艦與海巡臺南艦，西側有基隆級馬公號驅逐艦、承德艦與海巡偉星艦、巡護八號與德星艦，演習期間完全沒發現任何一艘菲籍船艦。
2024年5月23日，本艦監控進行聯合利劍2024A演習的共軍成都號。
2024年10月14日，國防部公布本艦執行監控共軍太原號任務時的畫面。

## 圖庫

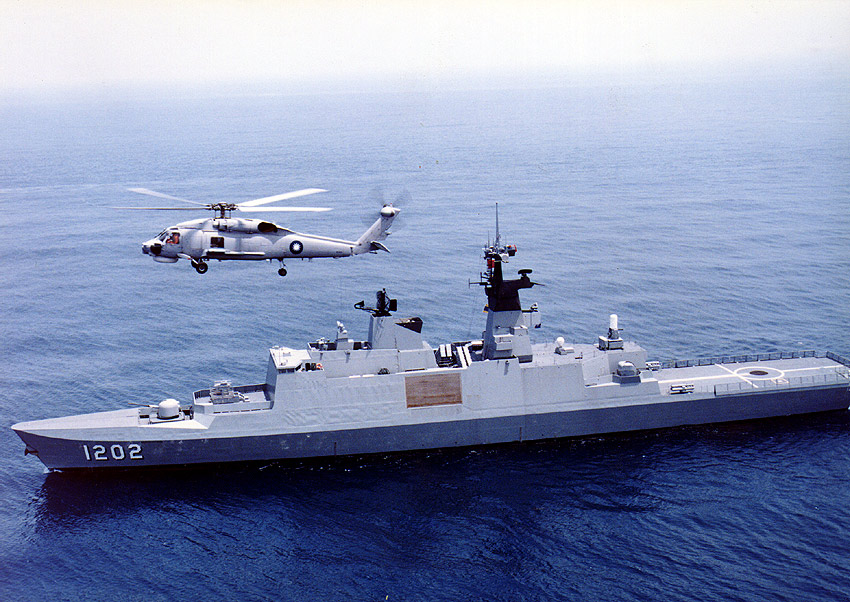
康定號與S-70
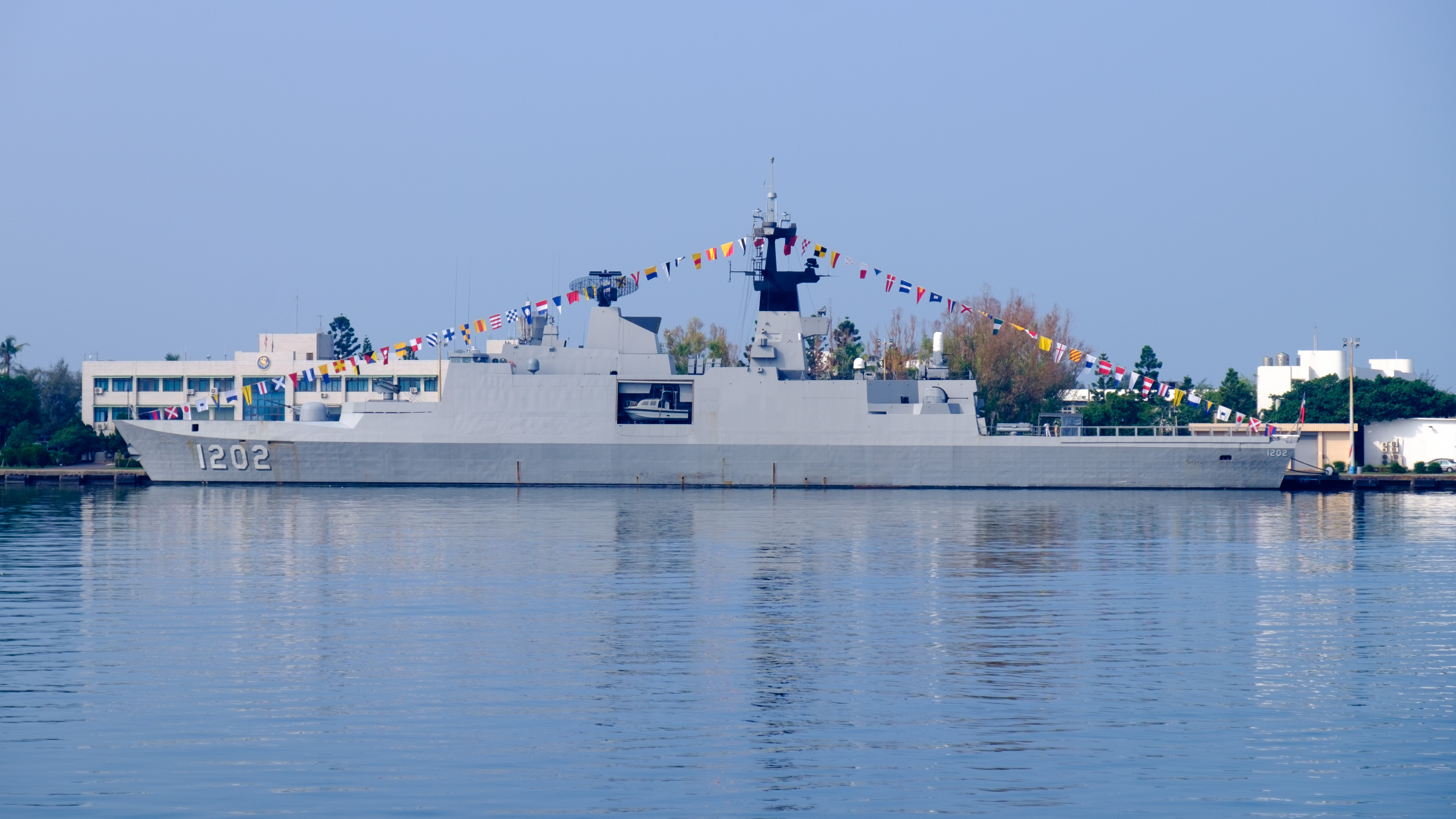
靠泊左營海軍基地的康定號1
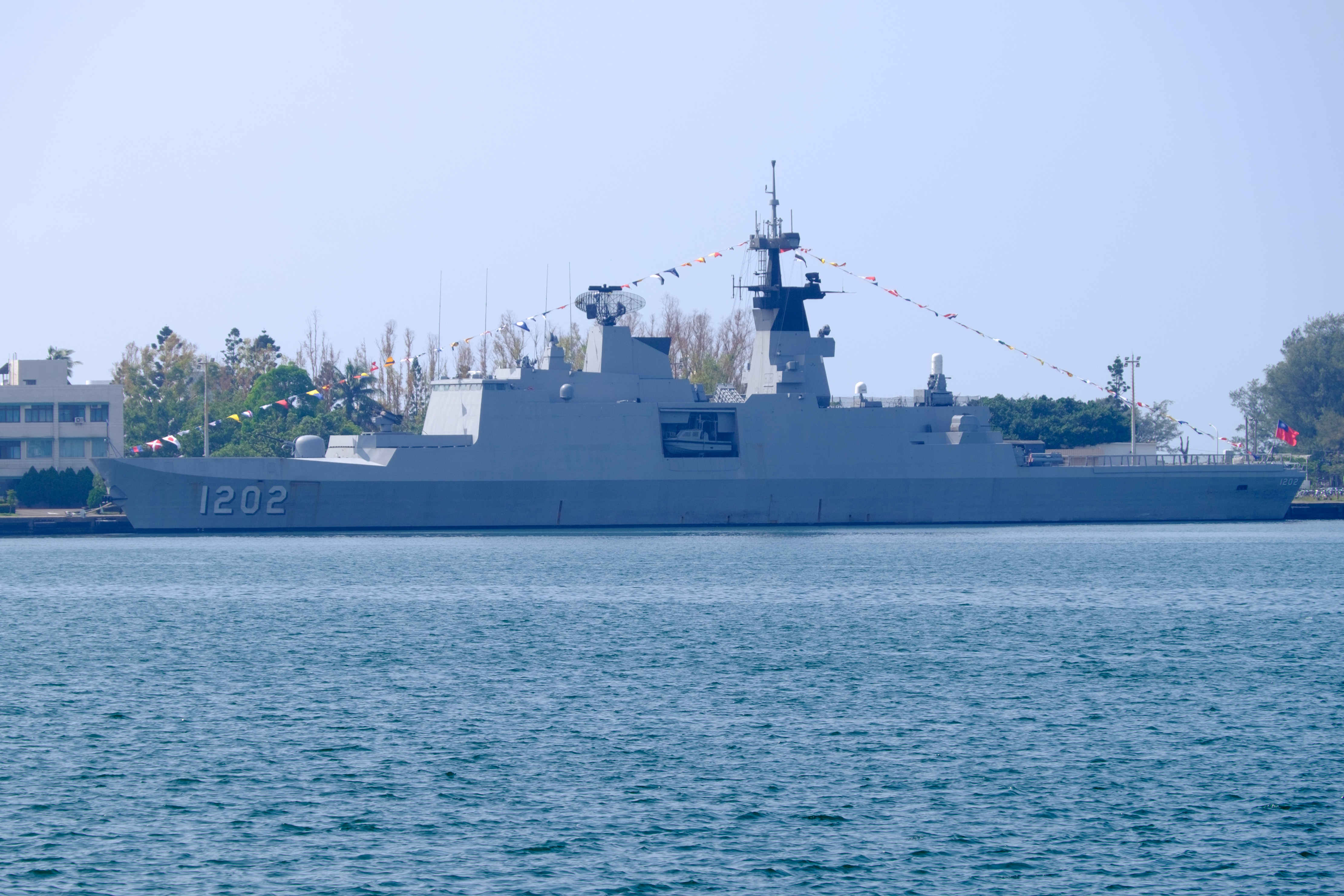
靠泊左營海軍基地的康定號2

## 資料來源
1. ↑  羅添斌. . 自由時報-軍武.   [2023-10-07]. 原始内容存档于2023-10-26.
2. ↑  . 聯合報數位版.   [2025-03-04]. 原始内容存档于2025-03-04.
3. ↑  . 自由時報電子報.   [2022-10-21]. （原始内容存档于2022-10-14）.
4. ↑  . BBC中文網. 2013-05-12  [2019-04-18]. （原始内容存档于2013-06-21）.
5. ↑  . BBC中文網. 2013-05-13  [2019-04-18]. （原始内容存档于2013-06-08）.
6. ↑  . 東森新聞雲. 2013-05-12  [2013-05-14]. （原始内容存档于2013-06-07）.
7. ↑  . ETtoday新聞雲. 2013-05-16  [2019-04-18]. （原始内容存档于2022-06-16） （中文）.
8. ↑  陳治程. . 2024-05-24  [2025-02-27]. （原始内容存档于2024-07-22） （中文（繁體））.
9. ↑   https://www.facebook.com/share/v/rr8dVuaJHiK9TFGh/. 缺少或|title=为空 (帮助)

## 外部連結
- （中文）-中國軍艦虛擬博物館-康定級巡防艦
- （日語）-日本周辺国の軍事兵器 （页面存档备份，存于）